# ウォーズマン
- キン肉マン > キン肉マンの登場人物 > ウォーズマン
- キン肉マンII世 > キン肉マンII世の登場人物 > ウォーズマン

ウォーズマンは、ゆでたまごの漫画『キン肉マン』およびその続編『キン肉マンII世』に登場する架空の人物。

## 人物
初登場は、超人オリンピック ザ・ビッグファイト編「富士の最終予選の巻」。ソビエト連邦出身で、機械の体を持つロボ超人。黒ずくめのボディに頭全体を覆うヘルメット、素顔を隠すためのマスクを付けている。「コーホー」という機械的な呼吸音を発し、普段は無口かつ無表情だが、強敵と出会った際には仮面の口を開き「ウォーズマンスマイル」と呼ばれる不気味な笑顔を見せる。本来の性格はシャイで照れ屋であり、インタビューでは言葉に詰まる場面もあった。
日の目を見ない超人だったところをロビンマスクに見出され弟子入りし、以降一流超人の仲間入りを果たす。『キン肉マンII世』ではその恩を返すために祖国を捨て行動するなど、ロビンマスクとの絆は師弟関係を超えて非常に深いものとなっている。
その出自と醜い素顔のため周りから疎外される幼少時代を送っている。そのため自分の素顔などに強い劣等感をもっており、試合中に観客からの嘲笑を浴びた際には、幼少時代の辛い思い出がフラッシュバックし激昂する一面もある。
ウォーズマンを特徴づけるものとして、手甲から飛び出す針状の爪・ベアークローがある。超人オリンピックではこの武器を使い、対戦相手を次々と葬りトーナメントを勝ち抜いた。これは『キン肉マン』作中でも特に残虐描写が色濃いものであり、作者ゆでたまごは「ウォーズマンのキャラを決定つけるために行ったが正直やりすぎた。読者に鮮烈な印象を与えすぎてしまった」と反省の弁を残している。ベアークローは取り外し可能であり、足に装着しドロップキックを放ったり、ロビンマスクが使用したこともある。ただしウォーズマン自身の強さはベアークローに依存するものではなく、キン肉マンは対戦中に「ベアークローを外した方が強い」と発言している。ベアークローは毎日磨いて枕元に置いて寝るのが習慣とのこと。
ファイティングコンピューターの異名通り、非常に優秀なコンピューター付きの知能を持ち、相手の弱点を一瞬で見抜くロボ超人ならではの的確な判断力と、ベアークローによる残虐ファイトで対戦相手を必ず30分以内に倒してきた。しかし、短時間で勝利し続けた弊害で、体内コンピューターには繰り返し30分以内の戦闘プログラムしか入力されなかったため、戦闘時間が長引くと（作中では35分を過ぎる頃）処理機能の限界から全身がショートを起こし、機能が低下する特異体質となってしまった。
体色は原作では生身の部分は茶色が基調であるが、旧アニメでは体が黒で両腕や太もも、首元が灰色で統一されている。ゆでたまごの作画担当の中井義則は「（生い立ちから）深い悲しみや哀愁と、それを演出する技の怖さをどれだけ絵にできるか」であるという。
『キン肉マン』『キン肉マンII世』を通じて非常に人気の高いキャラクターであり、スピンオフ作品や他作品にも出演している。

## 『キン肉マン』におけるウォーズマン

### 生い立ち
永遠の強さを求め機械超人となった父・ミハイルマン（本名ミハイル・ボルコフ）と人間の母・ナターシャ（声 - 桑島法子）の間に生まれたロボ超人・ニコライとして誕生（この設定は後述の『ウォーズマンビギンズ』が初出）。超人・人間・ロボットの三者と共通点がありながら、純粋にはどれにも当て嵌まらない「ロボ超人」という出自と、父親から遺伝した機械的な醜い素顔のため、皆からのけ者にされ虐められる辛い幼少時代を送っている。幼少時代は現在のマスクではなく、ズダ袋をかぶり素顔を隠していた。食べるにも着るにも事欠くような荒んだ生活であった。
成長したウォーズマンは素顔をマスクで覆い隠し、辛い幼少時代の鬱憤を晴らすかのように、超人格闘技のリングで対戦相手を血祭りに上げることを唯一の楽しみとしていた。そんな生活を送っていたある日、必殺技の「パロ・スペシャル」を相手にかけている所を打倒キン肉マンに燃えるバラクーダ（ロビンマスク）が発見する。スカウトされ弟子入りしたウォーズマンは優しさなどの感情を捨て去り、ロビン仕込みの格闘テクニックと冷酷・冷徹・冷血の「氷の精神」を身に付けた。
アニメ版ではロビンマスクと会うまでは、やられ専門レスラー養成機関「蛇の穴」にいたが、闘う本能が負けることを許せず相手を打ちのめし脱走したという経歴を持っている。

### 第21回超人オリンピック ザ・ビッグファイト編
打倒キン肉マンを目指すバラクーダの命により第21回超人オリンピックに参加。超人未開の地とされたソ連の代表だったため当初は全くのノーマークであったが、最終予選の50km耐久ローラーゲームを1位通過。決勝トーナメントでは1回戦でティーパックマンをスクリュー・ドライバーにより惨殺。続く2回戦でも強豪超人ペンタゴンにベアークローで重傷を負わせたことにより注目を浴びる存在となった。準決勝では同じく残虐超人のラーメンマンと棺桶デスマッチで対決し、前大会4位の実力者ラーメンマンを全く寄せ付けないほどの強さで圧倒。最後にはスクリュー・ドライバーによりラーメンマンの脳天を抉って植物状態に追い込む。
感情を捨て去ったはずのウォーズマンであったが、ビビンバ（アニメでは翔野ナツコ）に手を上げるバラクーダやキン肉マンを制止したり、決勝前のデモンストレーションでは孫に会いたいと願う老死刑囚をあえて見逃したり、転んだ子供に手を差し伸べたりと本来の優しさが覗くこともあった。アニメでは老人以外の死刑囚も気絶だけにとどめていたことが明らかになる。ウォーズマンが罪人を斬るというデモンストレーションは、さいとう・たかをの漫画およびテレビドラマ『無用ノ介』から着想を得ている。
決勝戦の相手は師ロビンマスクの因縁の相手であるキン肉マン。同じ覆面超人ということでバラクーダが提案した覆面はぎデスマッチで対決することになる。試合開始当初はロビンマスクのファイトスタイルのコピーに過ぎないとキン肉マンに攻撃を読まれていたが、自分本来のスタイルに戻ると一転、キン肉マンの策を次々に破り一気に優勢となる。しかし血で滑る偶然や本能で放つ火事場のクソ力は読み取ることはできなかった。また試合の最中、クリーンファイトを望むキン肉マンに応えるようにロビンに反逆し、自らベアークローを砕き落としてクリーンファイトの応酬となる。激戦の末、パロ・スペシャルによりキン肉マンをギブアップ寸前まで追い詰めたが、30分以上闘ったデータがなく、その時間を経過すると体がショートする弱点のためにパロ・スペシャルを解いてしまい、本邦初公開のキン肉バスターを受け敗北する。ルールによりマスクを取ろうとするキン肉マンに「その必要はない」と初めて言葉を発し、自らマスクを外して今まで知られることの無かった素顔を全観客に向けてさらす。同時に、ロボ超人としての生い立ちと、負けはしたが清々しい気持ちになり、クリーンファイトの素晴らしさに目覚めたことを語ってダウンする。アニメでは時間によってショートする弱点がなくなっており一時間以上の死闘を演じ、パロ・スペシャルで後一歩のところまで追い詰める。しかしラーメンマンの声援を受けて踏ん張り返したキン肉マンの勢いによってコンピューターに負担が掛かり回路がショートしてしまい、パロ・スペシャルが破られてしまう。そこからキン肉バスターによってKOされたかに思われたが、そこから本当の意味でロビンマスクの支配から逃れ、自らの力と意志で立ちあがり、それによって起こされた屈強な精神力でキン肉マンとさらなる激闘を繰り広げる。最後は風林火山を受けて今度こそKOされた。大会終了後の回想コメントでは、キン肉マン戦の大会ベストバウト1位選出への喜びと、今後のクリーンファイトへの誓いを語った。これ以降、アイドル超人の一人として活躍するようになる。
原作担当の嶋田隆司によると、キン肉マン対ウォーズマンの試合は初めて主人公のキン肉マンの試合をギャグではなくシリアスに描こうと決めた試合であり、『キン肉マン』の数ある闘いの中でも特別に思い入れの深い対決として挙げている。作画担当の中井義則はせわしない部分が多かったとして、リメイクという形でキン肉マンとウォーズマンの試合を別アングルで描いてみたいと語っている。また、キン肉マン対ウォーズマンの試合は2008年2月29日に行われたキン肉マン生誕29周年記念イベント「29周年スペシャルナイト」で発表された「ファンが選んだベストバウト」1位に選ばれ、後に嶋田もキン肉マン・ベストバウトに選んでいる。

### 7人の悪魔超人編
ファン感謝デーに乱入してきた7人の悪魔超人のバッファローマンやステカセキングの攻撃を受け、倒されてしまう。アニメではステカセキングの秘技・三分殺しにより、地獄のシンフォニーの耳鳴りが響く後遺症に見舞われたが、ステカセキング戦の後に同じ症状に見舞われたキン肉マンと耳を合わせることにより耳鳴りが反響され、治療に成功している。
その後、キン肉マンとミートのピンチを救うため、テリーマンらと共にアイドル超人として正式に悪魔超人と闘うことになる。ウォーズマンは田園コロシアムで7人の悪魔超人の首領格であるバッファローマンと対戦。この時、もう使うまいと決めていたベアークローの封印を解く。超人強度1000万パワーを誇るバッファローマンの前になす術も無くスクリュー・ドライバーやパロ・スペシャルを破られ、戦意喪失状態に陥ってしまう（アニメではこの時人間としての心がよみがえり、バッファローマンに対し恐怖心を抱き、戦意を喪失してしまったが子供たちの声援により克服している）。しかしキン肉マンの檄を受け、彼の専売特許である火事場のクソ力を使い猛反撃に出たが、試合時間が35分を経過したことに加えて多大なパワーの濫用でスタミナ切れを起こす。最後の手段として、ベアークローを両手に装備し、さらに2倍のジャンプと3倍の回転による「1200万パワー」のスクリュー・ドライバーを繰り出す。しかしバッファローマンにかわされ、左のロングホーンを折るのみとなった（結果的にこれがキン肉マンに有利に働いた）。反撃のハリケーン・ミキサー4連発を受けてもなお不屈の超人魂で起き上がるが、力尽きて立ったままKO負けとなる。遺体は超人戦士死体安置所で眠っていたが、キン肉マンに敗れたバッファローマンからパワーを受け取り蘇生する（アニメでは仮死状態だったという設定に変更）。

### 黄金のマスク編
悪魔六騎士の策略により超人強度を吸い取られ、さらに悪魔騎士の一人・プラネットマンの人面プラネットにより人質にとられてしまう。しかし自分の位置がプラネットマンの心臓の上であったことから、キン肉マンに己の顔面ごと貫かせてプラネットマンを倒させるという捨て身の友情を見せた。その直後、仮死状態となったウォーズマンの体内に残る悪魔騎士が入りこみ、それを追って正義超人たちも侵入。ウォーズマンの体内を舞台に黄金のマスク争奪戦が繰り広げられることになる。仲間たちの活躍で一命を取りとめたウォーズマンは、病み上がりの身体で悪魔騎士の生き残りであるアシュラマンに挑みかかるが、軽くあしらわれる。その後キン肉マンと悪魔将軍の試合を観戦するが、アニメでは悪魔将軍の身体に付いた傷に対し、ロボ超人である自身の弱点に繋がるにもかかわらず、「堅い物ほど傷つけば脆い」ということをキン肉マンに伝える。
原作担当の嶋田によると映画『トロン』と『ミクロの決死圏』からウォーズマンの体内で戦うアイデアを思いつき、これは面白くなると思いウォーズマンをプラネットマンの心臓に配置したという。

### 夢の超人タッグ編
悪魔騎士の生き残りアシュラマンとサンシャインに友情を奪われ、キン肉マンらと敵対。師であるロビンマスクとタッグを組み、超人師弟コンビとして宇宙超人タッグ・トーナメントに出場、優勝最有力候補と目されており大会前には全米タッグ王者の宇宙一凶悪コンビ（スカル・ボーズ、デビル・マジシャン）をKOしている。
大会では一回戦第3試合でヘル・ミッショネルズ（ネプチューンマン、ビッグ・ザ・武道）と対戦する。ネプチューンマンの正体暴きに執着するロビンの身代わりとなり、ネプチューンマンのダブル・レッグ・スープレックスを食らって失明し、さらにツープラトン技・クロス・ボンバーの最初の犠牲者となりマスクを剥がされて絶命した。最期の瞬間まで、観客が自分の素顔を見て笑っていないか気にかけ、ロビンに「誰も笑っていない」と聞かされ安心して息を引き取った。アニメでは気を失うものの死亡せず、次の試合を観戦した後に入院した。
準決勝第2試合ではヘル・ミッショネルズに奪われたウォーズマンのマスクからベアークローが飛び出し、金網恐怖症に怯えるモンゴルマンの窮地を救っている。
第3回人気投票では第8位にランクインしたが、昏睡状態のため回答はなかった。

### キン肉星王位争奪編
宇宙超人タッグ・トーナメントで死亡したウォーズマンは超人墓場で強制労働に従事していた。キン肉星王位争奪サバイバル・マッチにて邪悪の神々の陰謀により火事場のクソ力を奪われ窮地に陥って超人墓場に送り込まれたキン肉マンと再会したウォーズマンは、自分の持っていた3つの命の玉を分け与えて彼を脱出させる。その後、ドクター・ボンベの手助けにより生命のある岩で作られた人工心臓を埋め込まれ、超人墓場から脱走。キン肉マン率いるキン肉マンチームとして復活を果たし、サバイバル・マッチに参加。
ミートに変わって参戦したウォーズマンはキン肉マンゼブラ率いる技巧チームのザ・マンリキと対峙する。しかし復活手術の際のミスにより、長年培ってきた戦闘技術の全てを忘れ、格闘技の基本である受身すらまともに取れない素人超人になってしまっていた。これに対しロビンマスクが昔の姿であるバラクーダとなり、試合中に再教育を施すという対処をとり、再び氷の精神をもつ残虐超人として戦闘技術をインプットさせた。素人ファイトから一転、相手を痛めつけることを目的とした残虐ファイトを始めるが、キン肉マンの身体を張った友情により再び正義超人としての感情を取り戻し、起死回生のパロ・スペシャルでマンリキを破り逆転勝利を収める。戦闘時間超過のため、次鋒モーターマンとは戦わなかった。助っ人のラーメンマンがモーターマンを倒したのを見届けた後、テリーマンと共に超人病院に入院し、病院から試合を観戦していたが、キン肉アタルの最期を看取るために試合会場に駆けつけた。アニメではラーメンマンとモーターマンの試合の最中、過去にラーメンマンを植物超人にしてしまったことを悔やんで、直接ではないがラーメンマンに謝罪するシーンが描かれた。
準決勝終了後、決勝戦の相手となる知性チーム副将マンモスマンのノーズ・フェンシングとビッグ・タスク対策のため、奈良の竹林にて50本の竹槍や矢を連続で避けきる猛特訓を行い、密かに復活していたネプチューンマンの陰の協力もあって、ビッグ・タスクをウォーズマンスマイルで受け止めるという攻略法を編み出すが、全身に竹槍や矢が刺さり満身創痍となる。竹林をさまよいながらも決勝会場の大阪城へと向かうところを、当のマンモスマンに奇襲され、特訓通りにビッグ・タスクを受け止めるが、ビッグ・タスク・ドリルによりマスクを破壊されてしまう。重傷を負い大阪城にたどり着けずにいたところを、偶然通りかかったジェロニモに助けられ近くの超人病院に運び込まれ試合には出場できなかった。その後、ネプチューン・メッセージを受けて、大阪城に駆けつけた。アニメ版では知性の神と残虐の神が合体したドラゴンと交戦するシーンも描かれ、キン肉マンスーパー・フェニックスが戦死して超人閻魔が彼の体から離れた際には、その名を口にした。
ゆでたまごの嶋田によれば当時ウォーズマンは人気投票であまり上位に入らなかった（連載中の第4回人気投票にて8位）ため、あんまり好きな人はいないのではないかと思い退場させたが、読者からの反響は大きく、活躍を楽しみにしていた人には悪いことをしたと述べている。このほかに扉絵では読者投稿のコスチュームとしてトゲ付きの鎖帷子姿を披露している。

### 完璧超人始祖編
キン肉マンが第58代キン肉星大王に即位し、平和を取り戻した地球を見届けキン肉星に帰還した後、ウォーズマンらアイドル超人は長年の戦いによる傷を癒すため、メディカル・サスペンションによる肉体治療を受ける。地球では正義超人・悪魔超人・完璧超人の三属性超人不可侵条約の締結式が行われ、テリーマンが正義超人代表として条約に署名する。その数日後、宇宙超人タッグ・トーナメントで撃退した完璧超人の本隊である完璧・無量大数軍が条約の撤回のために地球に襲来。ウォーズマンはメディカル・サスペンションによる肉体治療から開放された後、ロビンマスク、ラーメンマン、ブロッケンJr.らアイドル超人たちと合流して共に試合会場に現れ、第2戦（セカンドステージ）である鳥取砂丘・サッカラ階段ピラミッドリング対抗戦から参戦する。
鳥取砂丘・サッカラ階段ピラミッドリング内を移動している最中、間欠泉による影響でリングが崩れたため、行われた全面対抗戦第2戦に参戦した超人の中では最後にリングに現れ、第7ステップでポーラマンとピラミッドリングの最終戦を開始した。第6ステップにてロビンマスクがネメシスに敗れ、ロビンから自分の代わりを務めるように頼まれるものの、ロビンが敗れたことと、ポーラマンから機械超人である生い立ちを指摘されたことで冷静さを欠いてしまい、KO寸前まで追い詰められてしまう。しかしロビンの幻影とキン肉マンたちからの激励で、先のキン肉星王位争奪戦で再インプットした友情モードに「シンジルココロ（信じる心）」を加えることで、スーパーユウジョウ（超友情）モードを発動させて、活動限界時間の5分追加と10倍のパワーを獲得。ロビンの遺志を継ぎ、それに恥じぬ生き方をすると誓う。試合中に仮面を外され、素顔を晒されても動揺せずパロ・スペシャルを解かないなど精神的成長も見せポーラマンを追い詰め、激戦の末パロスペシャル・ジ・エンドで勝利する。この際に自分には寿命がないことを明かし、それがロボ超人のいいところだと発言している。ポーラマンがネメシスに介錯されそうになるのを阻止しようとしたが、間に合わず決行されてしまう。しかしポーラマンは彼の優しさに触れ、試合中に侮辱したことは訂正すると言い残し死亡した。以降はロビンマスクの後を継ぎ、正義超人たちのリーダーとなる。
その後、京都の銀閣寺が変形したシルバーキャッスルで対戦するザ・ニンジャと完璧超人始祖の一人カラスマンをモニターで見たことで、ザ・ニンジャの応援をするためにキン肉マンたちと共に京都へ行き、ザ・ニンジャの勝利を見届けた。
そして、現れたストロング・ザ・武道に連れ去られたキン肉マンの後を追って国立競技場へ向かう。そして、許されざる世界樹でロビンマスクの仇討ちのため、ネメシスに向かうがラーメンマンに「ロビンマスクの後を任されている」との理由で説得され、ラーメンマンに託す。その後、キン肉マンやミートと共に観戦をする。しかし、そのラーメンマンもネメシスには及ばず、敗れ去ってしまう。
ロビンマスク、ラーメンマンと立て続けに実力派超人が倒されたことで、キン肉マンはすっかり怯えてしまう。そんな彼にウォーズマンは自信を持つように諭すが、それでも心変わりはせずネメシスとの戦いを放棄しようと逃げ出してしまう。しかし、見咎めたネプチューンマンの説得により、キン肉マンは今度こそ奮起。戦うことを決意する。そんな彼を、ウォーズマンは密かに見守っていた。ロビンマスクの仇を討ちたい思いはあるものの、ネメシスの生い立ちを知ったことで、その役割はキン肉マンに託した。

### オメガ・ケンタウリの六鎗客編
テリーマンたちと共にキン肉星のマッスルガム宮殿での叙勲式に出席している最中に、大魔王サタンの張った結界に閉じ込められる。しかし、関ヶ原の浮遊立方体リングでジャスティスマンが実体化したサタンを粉々に砕いて勝利したことで、結界は解除された。

### 新シリーズ
調和の神を始めとする超神たちが地上に襲来し、ザ・マンからの指示でラーメンマンと組んで超神たちの行き先のひとつであるソ連（現トルクメニスタン）ダルヴァザの地獄の門に到着する。そこでコーカサスマンとマンモスマンの試合を観戦し、コーカサスマンに圧倒されるマンモスマンに、ラーメンマンや観客たちと共に声援を送った。そして、コーカサスマンに勝利したマンモスマンが、ロビンマスクを復活させるためにカピラリアの欠片と残りの超人パワーを合体させて鳥取砂丘へ飛ばし、力尽きてリングから落下するのを見届けた。
その後、地上と天界を繋ぐ隠された道であるバベルの塔へ入る資格を持つ8人の超人（リアル・ディールズ）に立候補して、ザ・マンが現出させたバベルの塔への道の一つを辿り、キン肉マンやロビンマスクたちと再会する。バベルの塔1階でジェロニモが超神ジ・エクスキューショナーに勝利した後、ジ・エクスキューショナーが語った調和の神の目的が108番目の神の席に座る資格を持つ超人を選抜するためだと知り、アシュラマンとサンシャイン、ロビンマスクとネプチューンマンがそれぞれの思惑を抱いて階段を昇っていった後、ロビンマスクがリアル・ディールズから離れたことに落ち込みながらも、キン肉マンとバッファローマンと共に階段を昇っていった。5階のリングで待ち構えていた超神オニキスマンを前にして、弟子の務めは師を超えることであり、その第一歩として自身に行かせてほしいとキン肉マンとバッファローマンに言い、オニキスマンと対戦する。闘いの中でオニキスマンがロボ超神であることが判明し戸惑い、その力の前に圧倒されるが、命を賭した最後の一撃を放ち引き分けに持ち込む。オニキスマンからはウォーズマンの優しさが自分との最大の差であり追い詰められた要因であると言われ、ウォーズマンは機械の身体を持つ自分を誇りに思うオニキスマンの態度に感謝を告げると、オニキスマンにバベルの塔最上階へ行く資格ありと認められて、最上階へと転移していった。そして、同じく最上階へと転移してきたキン肉マンたちと再会した後、調和の神ザ・ワンから地上に下天した刻の神と彼が生み出す時間超人が宇宙を崩壊に導こうとしていると聞き、その対策を考えるためにキン肉マンたちと共に超人墓場のザ・マンのもとへ向かう。
その後、刻の神が作り出した時間超人・五大刻の一人ぺシミマンがソ連のSKGBを襲撃し、ウォーズマンもそこへ向かう。SKGBの脱走者であるウォーズマンは正体を隠すために施設内の超人兵アンドロイド・サルダードに変装し、ぺシミマンと対峙する。施設の外にあるパトムスキー・クレーターの円形闘技場に移動した後、「クロエ」と名乗りペシミマンとの試合を開始する。
嶋田によるとウォーズマン対オニキスマン戦は同時期に放送されていたドラマ『キン肉マン THE LOST LEGEND』を参考にしており、ドラマ内での「ロボットやアンドロイドそのものが善悪の意思を持つことはない」という話が自分の出自についてウォーズマンが自問自答し続けている最大のポイントに重なったため、オニキスマンとの試合のテーマにしたと語っている。
人気投票企画「キン肉マン超人総選挙2013」では1位、「キン肉マン超人総選挙2015」では2位、「キン肉マン超人総選挙2017」では5位、「キン肉マン超人総選挙2019」では5位、「キン肉マン超人総選挙2021」では4位、「キン肉マン超人総選挙2024」では4位にランクインしている。

### アニメオリジナル
テレビスペシャル「決戦!7人の正義超人vs宇宙野武士」では500メートル先の熊を一発で仕留めることができるという世界一のハンター超人と決闘を行っており、相手の銃に対してベアークローを腕ごと飛ばすという戦法で勝利する。その後、宇宙野武士と戦う7人の正義超人の1人としてラッカ星へ向かう。
以下は時系列上、「夢の超人タッグ編」と「キン肉星王位争奪編」の間となる。
「ザ・サイコー超人の挑戦編」ではキン肉マンの宇宙超人タッグ・トーナメント優勝の祝賀会に招待されるが、ザ・サイコー超人軍団が襲来。ロビンマスクとともにサイコー超人軍団四天王の一人・ヘルナイトの軍団と戦い、勝利する。
「地獄の極悪超人編」ではキン肉マンらと共に真の正義超人の証明である正義の剣を受け取るべく、正義超人発祥の地といわれるキンモク星へ行く。しかし、その場に現れた裏格闘超人界の超人・極悪超人と正義の剣を巡って闘うことになる。
ウォーズマンはロビンマスク、ブロッケンJr.と共に第4戦をスカイデビルの谷にて正義超人3人vs極悪超人5人（ジライヤー、グドン、ブルドッキー、ビッグマグナム、バラッキー）の変則タッグマッチを行う。ロビンが2人をジライヤーとグドンを道連れに落下し、ロビンの仇を取るために2番目に登場。ベアークローでブルドッキーの牙を一本折るが千人噛み殺しに捕まり、乱入してきたビッグマグナムから攻撃を受ける。ビッグマグナムの胸にベアークローを突き刺し、そのまま二人を「シベリアの地吹雪」に捕らえ、ブロッケンJr.とキン肉マンに望みを託し、谷底へと落下する。その後、キン肉マンのイメージ内で彼を激励し、試合終了後谷底の宝を守っていた竜に助けられていたことが判明し、生還する。

### 主要対戦成績
- シングルマッチ
  - ○ティーパックマン（スクリュー・ドライバー）
  - ○ペンタゴン（ベアークロー）
  - ○ラーメンマン（スクリュー・ドライバー）
  - ×キン肉マン（キン肉バスター）※アニメ版ではさらに「風林火山」で決着
  - ×バッファローマン（ハリケーン・ミキサー）
  - ○ザ・マンリキ（パロ・スペシャル）
  - ○ポーラマン（パロ・スペシャル ジ・エンド）
  - △オニキスマン（両者ノックダウン）
- 非公式戦
  - ○キン肉マン（パロ・スペシャル ※スパーリング）
- タッグマッチ
  - ○宇宙一凶悪コンビ（スカル・ボーズ / デビル・マジシャン、ダブル・ジャーマン・スープレックス・ホールド）
  - ×ヘル・ミッショネルズ（ネプチューンマン / ビッグ・ザ・武道、クロス・ボンバー）
  - ○極悪超人組（ジライヤー / グドン / ブルドッキー / ビッグマグナム / バラッキー、ベルリンの赤い雨）[注 4]
- 団体戦
  - ○技巧チーム（4勝1敗）

## 『キン肉マンII世』におけるウォーズマン
新世代悪行超人軍団との闘いに敗れ、その後の正義超人の会議には頭に包帯を巻いて参加。ヘラクレス・ファクトリー設立決済には立ち会うも、それ以降クロエとして姿を現すまでの消息は不明。
ロボ超人ゆえ老いがない。仲間のほとんどが全盛期を過ぎていった中で、彼は長年鍛錬を続けており、その肉体はよく見ると全身傷だらけになっている。ミートの回想によるキン肉スグル対テリーマンの一戦では、バッファローマンと共にテリーマンのスパーリングパートナーとなり、試合にも付き添った。
悪魔の種子編では打倒ボルトマンの特訓により倒れたケビンマスクを看病し、またアドバイスを送るために仏師に変装し登場している。
キャラクター人気投票では常に上位にランク入りするようにもなり、第1回では「もっと出番を増やせばよかった」と語るゆでたまご両名にスクリュー・ドライバーを見舞った。第4回では初の1位に輝く。また、『キン肉マンII世〜オール超人大進撃〜』本編での登場はないが、ゲーム『キン肉マンII世 新世代超人VS伝説超人』に登場したために人気投票枠に入り、結果は第7位と伝説超人内ではトップにランクインした。究極の超人タッグ編開始時に行われた「読者が選ぶ究極のタッグ」ではケビンマスクとのタッグ・漆黒の師弟コンビで第1位にランク入り。

### クロエ
クロエは、ケビンマスクのコーチ兼セコンド。超人オリンピック ザ・レザレクション編「パートナー選びにゼイゼイ!?」で人間の観衆の中に混じって初登場。当初は周囲から「超人らしき謎の人物」と言われたが、そのままケビンの付き人的役割を続けた。その正体はロビンマスクへ恩を返すため、祖国ロシアを捨てイギリスに帰化し、姿を変えたウォーズマンである。ケビンが唯一信頼するセコンドであり、「OLAP」を始めとした強力な技や戦術の数々を教え込んだ。
超人オリンピック ザ・レザレクションの予選最終競技「二人三脚でZEI!ZEI!」でケビンとコンビを組んで一位で通過しており、その後の本選ではケビンのセコンドとして的確な指示を送っているが、同じロシア出身のロボ超人であるイリューヒンとの対戦の際には動揺し、アドバイスを送れずにいた。また、ロビンマスクが詰めの甘さによりキン肉マンに敗れたのを教訓とし、ケビンには徹底的なまでに相手を追い込んでの完全勝利を強調。決勝戦でのキン肉万太郎との対戦の際には、万太郎のマスク剥がしを指示するなど、残虐な一面も見られた。
ケビンが万太郎を破り優勝（アニメでは敗北）したのを機にウォーズマンとしての正体を明かし、ケビンのもとを去っている。
第3回キャラクター人気投票では1196ポイントを得て第2位でランク入りし、306ポイントを獲得して第9位でランク入りしたウォーズマン（クロエが登場しているため、ベアークローのみの出演）とのポイントを合計すると第1位のケビンマスクの1225ポイントを上回っている。また、『キン肉マンII世〜オール超人大進撃〜』での人気投票では、第19位にランク入りした。
『キン肉マン』の新シリーズにおいて、クロエの衣装はSKGBの量産型超人兵「アンドロイド・サルダート」のものであることが判明し、この姿に扮したウォーズマンが咄嗟に「クロエ」と名乗っている。また、ウォーズマンの回想で母ナターシャから「もし女の子が生まれてきたらクロエと名付けるつもりだった」と告げられていたことが明かされた。

### 究極の超人タッグ編
時間超人ライトニングとサンダーの暗躍による、20世紀のロビンマスクの死で消滅の危機にあるケビンマスクの救出と、時間超人打倒に動く万太郎ら新世代正義超人を援護するため、彼らが乗る時空船に鉄塔から飛びついて密航。20世紀に到着後、パートナーを求めアラスカでマンモスマンを目覚めさせ、ヘルズベアーズを結成する。熊のぬいぐるみ姿の超人、ヘルズベアーズNo.2「ベルモンド」に扮して、No.1「マイケル」に扮したマンモスマンと共に時間超人が出場する究極の超人タッグに参加。予選のバトルロイヤルではジャングルブックスを間引いたり、万太郎を救ったりなどの活躍をする。
1回戦にて正体を現し、同じソ連出身のチーム・コースマス（スプートニックマン、メテオマン）を撃破。直後にウォーズマンとしての正体を現わす。2回戦組み合わせ抽選会にて打倒時間超人の前に、前回のタッグ戦で勝てなかったネプチューンマンに対しての捲土重来、セイウチンと対戦させることでのマンモスマンの獣性の練磨、そしてセイウチンを元の正義超人に戻すという三つの理由から、ヘル・イクスパンションズ（ネプチューンマン、セイウチン）との対戦を選ぶ。試合中、説得に失敗するが偶然にも観客席にいたセイウチンの母親やヘル・イクスパンションズに敗れた新世代超人たちの説得のおかげでセイウチンの洗脳が解かれる。その後はセイウチンと正々堂々のファイトで闘い、彼の正義超人としての再生のためにパロ・スペシャルで制裁を加えKOする。
その直後、ネプチューンマンとの一騎討ちになると思われたその時、ファイトスタイルの違いからマンモスマンが突然の反逆を起こし、裏切られてしまう。ヘルズベアーズから離反したマンモスマンとネプチューンマンにより仮面狩りが行われたが、改心したセイウチンに助けられ仮面狩りは免れる。しかしすでに試合時間が35分を経過し、弱点であるコンピューターの機能低下に陥った。最後の抵抗でネプチューンマンには一太刀浴びせたものの、変則的な形の惜敗という結果で終わった。周囲から「もはや最期か？」と危ぶまれるも、長年のメンテナンスの賜物で命を失うまでには至らず、緊急の治療を要すために担架で運ばれて入院することになった。
気を失う直前、今後の対策にと、歴史が変わりロビンマスクの代わりに重傷を負ったアリサの治療のためのデバイスを体内から外に投げる。一度「がきんちょハウス」の孤児・ゲンタに持ち逃げされるが、準決勝第一試合終了後にロビンマスクの手に渡り、アリサを無事に蘇生させる。さらにウォーズマンは先の戦いでネプチューンマンの本心と体の異変も見抜いており、アリサの次はネプチューンマンも助けるようデバイスにインプットしていた。ロビンマスクからカオス・アヴェニールの手に渡ったデバイスは、準決勝第二試合で時間超人に敗れたネプチューンマンにも使用され、折れ曲がった身体は治せなかったものの心臓を蘇生させた。カオスが死亡する際にも凛子がデバイスを使おうとしたが、未来から来たカオスのデータは搭載されていなかった。タッグトーナメント終了後は新世代超人らに連れられ、共に未来に帰った。
元々老化が遅い体質であるが、さらに手足の付け替えなど常時肉体のメンテナンスを行っており、21世紀の最新技術によりスペックが向上したと語られている。
なお、究極の超人タッグ編の読者応募超人の一人として「ウォーズマン2号（ツヴァイ）」が発表されているが、ウォーズマンとの関係は不明。後の読切作品『ウォーズマンビギンズ』において、量産されたロボ超人兵士の想像図としてメテオマン、スプートニックマンと共に登場している。

### 主要対戦成績
- タッグマッチ
  - ○ジャングル・ブックス（ゴリマックス / サバンナ、テディー・クラッシャー）
  - ○チーム・コースマス（スプートニックマン / メテオマン、テディー・クラッシャー）
  - ×新星・ヘル・イクスパンションズ（ネプチューンマン / マンモスマン、地獄の氷結落とし）

## 劇場版でのウォーズマン
第1作『キン肉マン』では、宇宙地下プロレス連盟のオクトバスドラゴン3世に奪われた二階堂マリとキン肉マンのチャンピオンベルト奪還のため、キン肉マンたち正義超人と共にメトロ星へ向かう。ラーメンマンが用意した地図をコンピューターに覚えこませ、道案内として活躍。道中、ロビンマスクと共にアメラグ超人軍団と戦うが、ロビンマスクの犠牲によりキン肉マンと合流する。その後、怪我を押して部下を足止めし、キン肉マンたちをオクトバスドラゴンの元へ行かせる。
第2作『大暴れ!正義超人』では、長年の夢であるロボ超人の子供たちの施設が完成。就任式に赴くがブラックエンペラーの部下・ブラックベアの集団に襲われ、これを撃破する。その後富士の裾野で苦戦するキン肉マンと合流し、ブラックベアのボスと対決。スクリュードライバーによって撃破した。
第3作『正義超人vs古代超人』では、サハラ砂漠の武者修行に来ていたところ古代超人のガンサタンの軍団が出現するが、これを撃破する。古代超人の本拠地であるサタンタワーでの闘いでは、トップバッターを引き受け一番目に入場し、ガンサタンを撃破する。
第4作『逆襲!宇宙かくれ超人』では、他の正義超人と一緒にハイドラキングにさらわれたロビンマスク救出に立ち上がり、共にハイドラ星へ向かう。師を助けるためにいきまいていた。道中、ハイドラキングの仕掛けた巨大バラライカの罠にかかるが、これを作り直して弾くことにより気力を回復し、敵の基地の上にバラライカを降らせる。ハイドラキングの手により蘇生させられたニューサンシャインを撃破し、正義超人による合体技「超人サザンクロス」でハイドラキングを撃破する。
第5作『晴れ姿!正義超人』では人食い熊退治をしていた所、朱天童子の部下である朱天軍団が襲来し、キン肉マンを助けるために他の正義超人たちと共に江戸時代へタイムスリップする。道中、ロビンマスクと超人師弟コンビを再結成し、ザ・ウミボーズンの軍団と戦う。
第6作『ニューヨーク危機一髪!』では復活した悪魔将軍に吸収されるが、キン肉マンが悪魔将軍に勝利したことにより救出される。
第7作『正義超人vs戦士超人!』では戦士超人にミートを人質にとられ、他の正義超人と共に仲間に頼りきりのキン肉マンに活を入れるために、コサックダンスの宇宙選手権に出場するため協力できないと芝居を打ち、キン肉マンの頼みを断る。その後、キン肉マンが窮地に陥った際に戦士超人の本拠地インモラ島に駆けつけ、7重の塔3階にて戦士超人・トーホーテーンと戦う。

## 番外編・読切作品でのウォーズマン
「ロビン・メモの巻」ではブートンに攫われたロビンマスクとロビン・メモ奪回のために、他の正義超人たちとウィーク・ポイント星に行く。合体技・超人サザンクロスでブートンを撃破。
『マッスル・リターンズ』では、第1回超人究極チャンピオンシップに出場。1回戦でスカイマンを破るが、2回戦でBUKIボーイに敗れている。
「キン肉マンの結婚式!!」では、キン肉マンとのガチンコスパーリングにて4番手を務める。スクリュー・ドライバーでキン肉マンのマスクを破り、パロ・スペシャルでギブアップに追い込む。
秋本治との合作『超こち亀』「正義超人亀有大集結!!の巻」においては、パトロールのためとはいえ、ベアークローを展開したまま葛飾区内の商店街を徘徊していたため、銃刀法違反で大原大次郎と寺井洋一により亀有公園前派出所まで連行されている。最後には秋本麗子に自身の技であるパロ・スペシャルをかけられた。

### 『ウォーズマンビギンズ』におけるウォーズマン
サブタイトルは「仮面の告白!の巻」。出生の設定が詳しく描かれており、ウォーズマンの本名が判明。コスチュームを装着する場面も描かれている。
父の名前はミハイル・ボルコフ。彼は超人レスリング東欧チャンピオン「ミハイルマン」として絶大な強さと人気を誇り、妻ナターシャと共に幸せな生活を送っていた。しかしある日、機械超人研究の第一人者であるチェコの医師ユーリ・コピィロフの存在を知り、永遠の強さを欲したミハイルはナターシャの制止を振り切りチェコへ旅立つ。半年掛かりで機械超人として改造され、変わり果てた姿でナターシャの元へ帰った。それでも彼ら夫婦の愛は変わらず、遠征生活のさなか息子・ニコライを授かる。
だがある日の試合中、ミハイルマンの体に異常（オーバーロード）が起こり、対戦相手とレフェリーを虐殺してしまう。我に返ったミハイルは「神の領域に手を出した報いを受ける」と言い残し、自爆装置によりリングの上で爆死。残されたナターシャとニコライは貧しい生活を送っていたが、やがてナターシャも病死し、ニコライは孤児となる（死期を悟ったナターシャは、ニコライにそれまで隠していた父ミハイルの秘密を語る）。
10年が経ち青年となったニコライは、彼に受け継がれる機械超人の力に目をつけたソ連（クレムリン）の超人育成組織「SKGB（超人レスラー国家保安委員会）」にスカウトされる。黒いマスクとプロテクター、ベアークローなどを受け取って身につけ、その出で立ちに相応しいリングネームとして「ヴァイナー・ムシーヌイ（英語名「ウォーズマン」）」の名を与えられた。
SKGBでの想像を絶する過酷な訓練にも拘らず、暖かい毛布で寝られ、飢えることもなく訓練に打ち込める生活に喜びを感じており、ロビンマスクの隠し技「パロ・スペシャル」を遠隔感知能力によって体得するなど、充実した日々を送っていた。だが、SKGBの真の目的は戦争用のロボ超人兵士の量産だった。
自分はロボ超人兵士の実験台でしかないという事実を知ったウォーズマンは幹部たちを倒して脱走するが、同じく訓練を受けていたロボ超人・カマーンダスに行く手を阻まれる。しかし一部始終を見ていたバラクーダことロビンマスクのアドバイスにより、カマーンダスをパロ・スペシャルで撃破。これ以後、ロビンマスクのもとに弟子入りする。

### 『SCRAP三太夫』におけるウォーズマン
ゆでたまごの別作品『SCRAP三太夫』にて、ロボ警官バトルマンとして最終2話にゲスト登場。
かつての正義超人たちが地球を離れ宇宙開拓に旅立ったが、ロボ超人である自分は、完全な超人であるキン肉マンたちと上手くやっていく自信が無いとの理由で地球に残っていた。しかし後に彼らの誘いを断ったことを後悔して自暴自棄となり、危険の多いロボ警察に志願した経緯がある（任務中に凶悪犯に襲われたところを三太夫たちに助けられ「また死に損ねてしまった」と発言）。そんな時、超人博物館よりキン肉マンのチャンピオンベルトが盗まれる事件が発生。三太夫に自分の正体を明かし奮起、封印したベアークローを使い犯人逮捕に成功した。
本作においてはポンチョをまとった姿で描かれており、後の『キン肉マンII世』でも何度かポンチョ姿で登場している。
ゆでたまごの嶋田隆司は、主人公と同じロボットだということと、読者を驚かせようとするファンサービスの意図があり、ウォーズマンを登場させたと語っている。

## 得意技

### シングル技

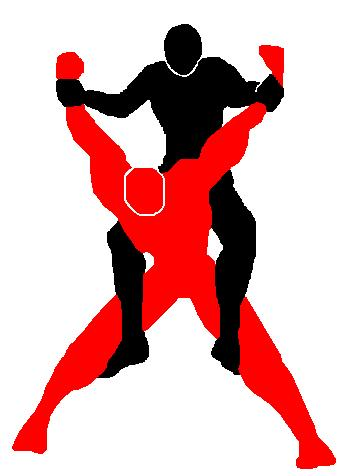
パロ・スペシャルの体勢

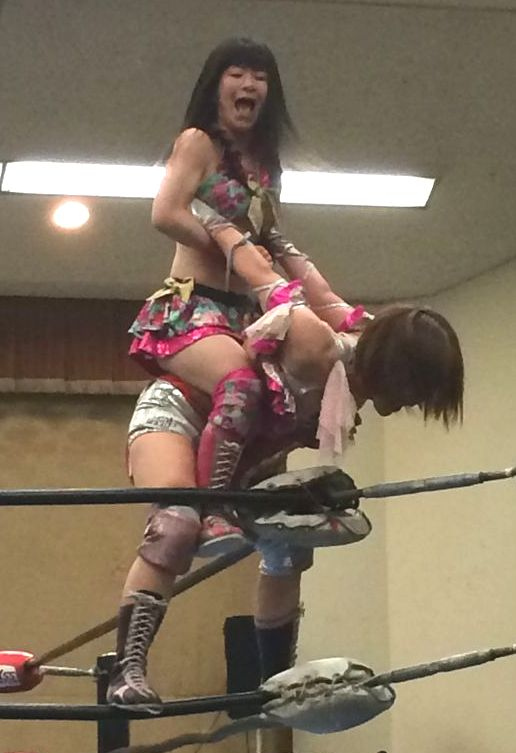
ウォーズマン式パロ・スペシャルを中島安里紗に見舞うつくし

ベアークロー
手に仕込まれた4本ずつの爪。硬度4の鉄でできている。両手に仕込まれており、超人の肉体を易々と切り裂き、貫く凶器となる。このベアークローを用いた技が豊富に存在する。ポーラマン戦ではポーラネイルの打ち合いに敗れ破壊された。
スクリュー・ドライバー
ウォーズマンの代名詞とも言える技。片手のベアークローを突き出し、錐揉み回転しながら相手に突っ込み刺し貫く。この技で数々の超人たちを再起不能にし、ラーメンマンにもトラウマや後遺症を植え付けた。真っ向から立ち向かって打ち勝ったのはバッファローマンだけで、それでも後述の二刀流版ではロングホーンを片方へし折り、彼に忌まわしい過去として回想されている。完璧超人始祖編では、ポーラマン相手にスクリュー・ドライバーを放つが分厚い筋肉の前には通用しなかった。その戦いでは両手でのスクリュー・ドライバーが「Wスクリュードライバー」と呼ばれた。
技名は同名のカクテル（スクリュー・ドライバー）から。
二刀流ベアー・クロー
7人の悪魔超人編でバッファローマンに放った起死回生の一撃。普段は片手だけで使用するベアー・クローを両手から出して100万+100万で200万、トップロープから普段の2倍のジャンプを行い200万×2で400万、さらに3倍の回転を加えることにより400万×3で1200万。これらの要素によって一時的に超人強度1200万パワー相当の威力を発揮したスクリュー・ドライバー。その際、全身が発光して「光の矢」となる。オニキスマン戦ではベアー・クロー二刀流で200万、普段の2倍のジャンプを行い400万、普段の5倍の超回転を加えて2000万、さらにスーパーユウジョウモード爆縮を加え、1億パワーまで上昇させた威力のスクリュー・ドライバーを放った。
技名は『究極の超人タッグ編』にて明かされる。『キン肉マン ジェネレーションズ』では「二刀流スクリュー・ドライバー」と名付けられていた。また、こちらでは技の際にウォーズマンスマイルを披露している。
パロ・スペシャル
スクリュー・ドライバーと並びウォーズマンを代表する技。相手の背後から両足を内側から引っ掛け、両手をチキンウイングで絞り上げる関節技。相手が逃れようとして、もがけばもがくほど技が深みにはまる。その態勢から相手を地面に叩きつけることにより、「パロ・スペシャル ジ・エンド」に移行する。「アリ地獄ホールド」「ツンドラの墓石」 とも表現される。
脱出不可能とされており、火事場のクソ力を使用したキン肉マンでも破ることはできなかった。しかしバッファローマンやネプチューンマンには力ずくで外されている（ネプチューンマンの時は片手が取れていた状態で使用し、アニメではこの状態のためと指摘されていた）。これは後に、ウォーズマンの心の中に迷いがあったために技の真価を100%発揮できなかったと説明されている。完璧超人始祖編でポーラマンと対決した際は数々の迷い・トラウマを振り切り上述の「パロスペシャル ジ・エンド」で倒している。
ロビンマスクはこの技を見てウォーズマンをスカウトしたが、アニメではロビンがさらに改良を加えたと設定。『キン肉マンII世』ではロビンがウォーズマンに伝授したと設定変更された。「ウォーズマン・ビギンズ」では、SKGB時代の遠隔感知能力を用いて世界の強豪超人の隠し技を探り、自身にインプットすることによりロビンの技を感知・体得し、その後ロビンに訓練され精度を上げたと設定がその都度に変更されている。往年の名超人、ジャッキー・パローマンが使った由緒ある技でもある。
34年の時を経た『究極の超人タッグ編』で使用した際は、自分から相手にかける技ではなく、相手の力を利用する技へと昇華したことにより、ロビンマスクから「真の境地にたどりついた」と賞賛された。
なお、実在のプロレスラー、ジャッキー・パロが用いた「パロ・スペシャル」とはかける側の身体が前後逆である 。漫画の中にパロ・スペシャルを登場させたのは『キン肉マン』の2代目編集担当である松井栄元のアイディアによるものだが、松井の電話による提案だったことから正確に情報が伝わらないため、推理して出来上がったものである。それから20年も経った頃に、格闘技専門誌『ゴング』の編集の人が、「このパロ・スペシャルは形が違いますよ」と本物のパロ・スペシャルの写真を持って来たことから、前後が逆であることが判明した。ウォーズマンは、語源はよくわからないとコメントしている。後に、正調パロ・スペシャルとほぼ同型の技をケビンマスクが「OLAP」として用いている他、ジャッキー・パロの正調パロ・スペシャルと区別するため、「ウォーズマン式」と称して実在のプロレスラー（主な使用者はつくし〈アイスリボン〉）も試合で使用している。
ベアークローフィニッシュ
相手の顔面にベアークローを突き刺し、そのまま下に引き裂く。原作でペンタゴンを葬った技にゲーム『キン肉マン マッスルグランプリ』で名前が付いた。
ベアクロー・ドロップ・キック
ベアークローを両足に装着してドロップキックを放つ。名前はiアプリゲーム『キン肉マン☆超人コロシアム』より。
ウォーズ・レッグ・ブリーカー
ザ・マンリキ戦で使用。仰向けにした相手の両脚を垂直に上げさせ、そこに自分の足を絡ませ体重を掛けて相手の両脚をへし折る関節技。
元々はザ・マンリキの仕掛けたロメロ・スペシャルへの返し技であるためゲーム作品では相手を仰向けに倒す動作が追加されている場合がある。完璧超人始祖編のポーラマン戦では片足で使用した。
ウォーズ・ピストンエルボー / エンパイヤーエルボースタンプ
相手の上に肩車の形で乗り、そのまま頭部へと肘打ちの連打を叩き込む技。相手の脇の下に自分の足を差し込み、両腕の動きも封じている。
名前は『究極の超人タッグ編』にて設定。初使用時は「エルボースタンプの連打」と呼ばれ、オニキスマン戦では「エンパイヤーエルボースタンプ」と呼ばれた。
後に弟子のケビンにも「暴風雨（ストーム）エルボー」として習得させた。一部ゲームではこの名称でウォーズマンも使用している。
つむじ風蹴り
『究極の超人タッグ編』にて使用。体を捻りながら両足を広げるように蹴りを放ち、一度に二人を攻撃する。
クロー・ウォール（爪の壁）
ポーラマン戦で使用。ベアークローを爪と爪の隙間を合わせるように交差する、防御法。
超人ロケット
ポーラマン戦で使用。ロビンマスクと同じく人間ロケットの要領で頭から突撃する。
シベリアン振り子落とし
相手の首に両足をかけ、それを支点に素早く回転して脇固めに捕えながら相手を組み伏せる技。
タワーブリッジネイキッド
本来はロビンマスクの技。両腕をクロスさせて相手の頭と両足をホールドするタワーブリッジの派生技。ポーラマンへの反撃に使用し甚大なダメージを与えた。
スーパーユウジョウ（超友情）モード
ポーラマン戦で発現させたウォーズマンの新たな力。ザ・マンリキ戦で構築した「オモイヤリ（思いやり）＋ヤサシサ（優しさ）＋アイジョウ（愛情）＝ユウジョウ（友情）」のユウジョウ（友情）モードに「シンジルココロ（信じる心）」を加えたことにより発動し、活動限界を5分伸ばし、さらには10倍のパワーを得た。
キン肉バスター
本来はキン肉マンの技。オニキスマンとの試合中に、キン肉マンとの闘いを思い出して使用した。
クロエローリング・ピアートクラヴィーチ
体を後転させながら両腕で相手の片足をクラッチして倒し、両腕と両足を絡めて相手の足首と膝を痛めつける関節技。クロエの姿でペシミマンに使用。
ミハイルカーフスライサー
右手と両足を使って相手の両足をクラッチする変形の股裂き。クロエの姿でペシミマンに使用。
タワー・ブリッジ
アニメのキン肉マン戦で使用。
ミサイルベアークロー
アニメオリジナル技。相手を投げ、落下した隙を突いて喉元をベアークローで襲う。キン肉マン戦で使用。
シベリアの地吹雪
いわゆるコサックダンス。アニメオリジナルの「地獄の極悪超人編」での5対3の変則デスマッチにおいて、ブルドッキーに羽交い絞めにされ噛みつかれた状態で、ビッグマグナムを抱えコサックダンスを踊りながら、2人を道連れに谷底へ落下していった。

### タッグ技
ダブル・ジャーマン・スープレックス・ホールド
超人師弟コンビのツープラトン。二人同時に相手をジャーマン・スープレックスに決める技。
タッグフォーメーションA
超人師弟コンビのツープラトン。ロビンマスクのタワーブリッジで身体をしならせてから相手めがけて投げつけ、「ローリングベアー・クロー」で攻撃する。「A」の部分はアニメでは「エース」と読んでいた。
アニメ「ザ・サイコー超人の挑戦編」では、ウォーズマン単体で「ローリングベアー・クロー」をヘルナイトの部下に使用している。
ダブル・スタナー
二人で一人の相手にスタナーを決める技。第22回超人オリンピックの最終予選「二人三脚でZEI!ZEI!」にてケビンマスクと共に使用。
テディー・クラッシャー
ヘルズ・ベアーズのツープラトン。片方の相手をベアハッグにかけ、もう一人をマイケル（マンモスマン）が空中で、両脚と胴を自分の脇と股で挟み込むようにクラッチしたツームストーン・パイルドライバーで落下、相手の脳天同士を激突させる。
アイスバーグ・アバランチャー
ヘルズ・ベアーズのツープラトン。相手をダブルアーム・スープレックスで投げ、飛び上がったところをマンモスマンが共に飛び上がり、ウォーズマンの両脚をマンモスマンの大腿部に乗せ、ウォーズマンごとそのまま相手を投げる強化型のスープレックス。
グレイシャー・アタック
ヘルズ・ベアーズのツープラトン。マンモスマンがウォーズマンを持ち上げ、ウォーズマンがそのまま彼の牙の上に錐揉み回転で転がされ勢いのついた状態で行うフライング・ボディアタック。
フリージット・バックブリーカー
ヘルズ・ベアーズのツープラトン。マンモスマンが相手をノーズ・キャッチャーで捕縛し、そのまま頭上高く舞い上げ、ウォーズマンが仰向けになった相手をつかみ、そのまま体重をかけてマンモスマンの膝の上に叩きつける。
タワー・オブ・バベル
超人師弟コンビのゲームオリジナル技。前述のタッグフォーメーションAの後、相手にパロ・スペシャルをかけ、打ち上げたもう一人に空中でタワーブリッジを極めたロビンマスクがウォーズマンの肩に乗って着地する。

## プロフィール
- ウォーズマン
  - 本名 - ニコライ・ボルコフ
  - 種別 - 残虐超人→正義超人
  - 出身地 -  ソビエト連邦[45] /  ロシア・ソビエト連邦社会主義共和国[46]
  - 身長体重 - 210 cm 150 kg[46]
  - 血液型 - A型[47]
  - スリーサイズ - B132 W81 H98[47]
  - 超人強度 - 100万パワー[48]
  - 誕生日 - 10月1日[49][50]
  - 年齢 - 24歳[46]
  - 好物 - バラクーダが作ったボルシチ[4]
  - 好きなこと - バラライカを弾くこと[51]
  - その他 - 両肩のパーツは「ウォーズバスター」といい、タックルに使用する[52]。ヘルメットで隠された髪型はショートボブ。
- クロエ
  - 出身地 -  ロシア→ イギリス（帰化）[53]
  - 身長体重 - ???cm ???kg[53] / 210 cm 150 kg[54]
  - 超人強度 - 100万パワー[53]

### 異名
- ウォーズマン
  - ファイティングコンピューター[55]
  - 超人凶器[56]
  - 冷酷超人[57]
  - コピー超人[58]
  - ものいわぬ黒い悪魔[59]
  - 鉄の超人[60]
  - 精密なる格闘マシン[61]
  - 最高の残虐超人[62]
  - コンピューター超人[63]
  - 冷徹無比のロボ超人[63]
  - 地獄のスマイル[63]
  - 熱き炎のロボ戦士[63]
- クロエ
  - 漆黒の脳細胞[64]
- ベルモンド
  - 異色のメルヘン超人[63]
- ニコライ・ボルコフ
  - ロボ超人の末裔[63]

### タイトル歴
- レニングラード超人ヘビー級[65]
- 超人オリンピック ザ・ビッグファイト準優勝（'80）[65]
- 全米超人タッグ選手権[65]

## 声優
作品によっては声にエフェクトがかけられている媒体もある。
田中亮一
- テレビアニメ『キン肉マン』47 - 58話、テレビスペシャル
- OVA『キン肉マン 世紀の大決戦 アイドル超人VS悪魔超人』
- CRぱちんこキン肉マン

堀秀行
- テレビアニメ『キン肉マン』59話 - 最終話
- 劇場版アニメ第1作『キン肉マン 奪われたチャンピオンベルト』 - 第7作『キン肉マン 正義超人vs戦士超人』
- テーマソング
- 各種コンピュータゲーム

掛川裕彦
- テレビアニメ『キン肉マン キン肉星王位争奪編』
- パチスロキン肉マン〜キン肉星王位争奪編〜

中友子
- テレビアニメ『キン肉マン キン肉星王位争奪編』（少年時代）

竹本英史
- テレビアニメ『キン肉マンII世 ULTIMATE MUSCLE』
- テレビアニメ『キン肉マンII世 ULTIMATE MUSCLE2』

梶裕貴、徳永アキラ（コンピューター音声）
- テレビアニメ『キン肉マン 完璧超人始祖編』

井上麻里奈
- テレビアニメ『キン肉マン 完璧超人始祖編』（ニコライ・ボルコフ）

## テーマソング
悲しみのベアークロー
歌 - Woo、こおろぎ'73 / セリフ - 堀秀行（ウォーズマン） / 作詞 - 森雪之丞 / 作曲 - 芹澤廣明 / 編曲 - 奥慶一
Fighting Computer     作曲・編曲/ Yasuharu Takanashi

## コンピュータゲーム
『キン肉マン』の最初のゲーム化作品である『キン肉マン マッスルタッグマッチ』では、8体のプレイヤーキャラクターの内の1人としてウォーズマンが登場し、足が速いキャラクターとしてデザインされている。必殺技は爪を出して突進する「ベアークロー」。
『キン肉マン キン肉星王位争奪戦』では5人のステージキャラクターの内の1人として登場。ステージ1で生命の石を入手することにより、ステージ2から使用可能となる。必殺技は相手を上空に打ち上げて突進する「スクリュー・ドライバー」。
『マッスルタッグマッチ』のリメイク作品に当たる『キン肉マンII世 ドリームタッグマッチ』にも登場。「ベアークロー」がレベル1技の「スクリュー・ドライバー」に受け継がれ、レベル2技「パロ・スペシャル」、レベル3技「スクリュー・ドライバースペシャル」が追加されている。
『キン肉マンII世 新世代超人VS伝説超人』など『キン肉マンII世』以後のゲームでは、タッグチームを組むキャラクターによっては特定のチーム名が付けられる（同一人物であるクロエでも可）。以下にそれを示す。
- 超人師弟コンビ - ロビンマスクorバラクーダ
- ザンギャク・コーポレーション - ラーメンマンorモンゴルマン
- クローハンズ - ガゼルマン
- ザ・パルパライザーズ- ケビンマスク

超人師弟コンビを除いてはゲーム独自の名称である。
『キン肉マンII世 新世代超人VS伝説超人』のストーリーモードでは、修行をしている中、時空の歪みによりスカーフェイスの悪意が体内に入り込む。そして体にロックをかけられ、意識を取りもどすために五重のリングでスカーフェイスのイメージが具現化した超人たちと戦うことになる。
『キン肉マンII世 超人聖戦史』では超人オリンピック編のストーリー終了後属性ゲージが一定以上なら仲間にできる。また主人公が選んだルートにより扱いが分かれる。以下にそれを示す。
- 共通・正義ルート - 原作と同様。主人公が超人オリンピックに出場、もしくはキン肉星王位争奪編にてキン肉マン以外のチームに付くと戦闘可能。
- 中立ルート - 7人の悪魔超人編における対抗戦で悪魔超人側に付くと戦闘可能。
- 悪行ルート - 7人の悪魔超人編における対抗戦にて死亡。以後ゲームに登場しない。

『キン肉マン マッスルグランプリ』シリーズでは、ウォーズマンの2Pカラー（同性能の別キャラクター）としてクロエが登場。『マッスルグランプリ2』ではアニメカラーが追加されている。

## 補足
- 読者投稿時の超人の名前は「デビルサタン」。ベアークローに関しても「手のハリでてきをさしてころす」とコメントが書かれていた[68]。ゆでたまごの作画担当の中井義則によれば、「ウォーズマン」と名前を付けたが、当時のジャンプの編集・中野和雄に「こんな物騒な名前にして、ソ連大使館に呼び出されても知らないよ？」と冷やかされたとのこと[69]。また「コーホー」という呼吸音は『スター・ウォーズ』のダース・ベイダーのイメージだが、中井本人は原作担当の嶋田隆司から自分が「コーホー」という文字にしたと言われたことについて、そうしたことをあまり覚えていないと語る[69]。
- 「ウォーズマンスマイル」は、読者応募超人の一人「スマイルマン」のデザインに影響されている。嶋田は「特に意識はしてなかったが、無意識の内にそうしたのかもしれない」と語った[2]。
- 当初、マスクの内フレームには2本のラインが描かれていたが、7人の悪魔超人編以降省略されることが多くなる。『キン肉マンII世』での再登場時には再び描かれるようになった。
- 2013年11月5日にファミリーマートからウォーズマンの頭部を模した中華まん「ウォーズまん」が72万食の数量限定で販売された。デザインはゆでたまごが監修している。値段は180円で、ブラックカレー味となっている[70]。
- 2015年、JOYSOUNDのスマホアプリ「カシレボ！」「カラオケ＋（plus）」「キョクナビ」の広報（コーホー）にウォーズマンが就任した[71]。
- 2021年10月8日から12月10日まで、WOWOWプライムで漫画『キン肉マン』の実写映画化の謎に迫るドキュメンタリードラマ『キン肉マン THE LOST LEGEND』が放送され、主演の眞栄田郷敦が作中の実写映画『MUSCLEMAN』のウォーズマン役にキャスティングされた[72]。